# Kevin Bieksa
Kevin Francesco Bieksa, född 16 juni 1981 i Grimsby, Ontario, är en kanadensisk professionell ishockeyspelare som spelar som back för NHL-laget Anaheim Ducks.
Kevin Bieksa valdes av Vancouver Canucks som 151:e spelare totalt i NHL-draften 2001. Mellan 2000 och 2004 spelade han för Bowling Green State University i Bowling Green, Ohio, innan han tog en fast plats i Canucks farmarlag Manitoba Moose i AHL säsongen 2004–05.
Bieksa debuterade för Canucks i NHL säsongen 2005–06 med att spela 39 matcher på vilka han gjorde 6 assist. Genombrottet skulle komma under hans andra säsong i NHL, 2006–07, då han spelade 81 matcher och gjorde 12 mål och 30 assist för totalt 42 poäng.
Bieksa har påbrå från Litauen och Italien.

## Statistik

### Klubbkarriär
| 1997–98    | Burlington Cougars    | OPJHL      | 27  | 0  | 3   | 3   | 10  | —  | —  | —  | —  | —   |
| 1998–99    | Burlington Cougars    | OPJHL      | 48  | 8  | 29  | 37  | 83  | —  | —  | —  | —  | —   |
| 1999–00    | Burlington Cougars    | OPJHL      | 49  | 6  | 27  | 33  | 139 | —  | —  | —  | —  | —   |
| 2000–01    | Bowling Green Falcons | CCHA       | 35  | 4  | 9   | 13  | 90  | —  | —  | —  | —  | —   |
| 2001–02    | Bowling Green Falcons | CCHA       | 40  | 5  | 10  | 15  | 68  | —  | —  | —  | —  | —   |
| 2002–03    | Bowling Green Falcons | CCHA       | 34  | 8  | 17  | 25  | 92  | —  | —  | —  | —  | —   |
| 2003–04    | Bowling Green Falcons | CCHA       | 38  | 7  | 15  | 22  | 66  | —  | —  | —  | —  | —   |
| 2003–04    | Manitoba Moose        | AHL        | 4   | 0  | 2   | 2   | 2   | —  | —  | —  | —  | —   |
| 2004–05    | Manitoba Moose        | AHL        | 80  | 12 | 27  | 39  | 192 | 14 | 1  | 1  | 2  | 35  |
| 2005–06    | Manitoba Moose        | AHL        | 23  | 3  | 17  | 20  | 71  | 13 | 0  | 10 | 10 | 38  |
| 2005–06    | Vancouver Canucks     | NHL        | 39  | 0  | 6   | 6   | 77  | —  | —  | —  | —  | —   |
| 2006–07    | Vancouver Canucks     | NHL        | 81  | 12 | 30  | 42  | 134 | 9  | 0  | 0  | 0  | 20  |
| 2007–08    | Manitoba Moose        | AHL        | 1   | 0  | 1   | 1   | 2   | —  | —  | —  | —  | —   |
| 2007–08    | Vancouver Canucks     | NHL        | 34  | 2  | 10  | 12  | 90  | —  | —  | —  | —  | —   |
| 2008–09    | Vancouver Canucks     | NHL        | 72  | 11 | 32  | 43  | 97  | 10 | 0  | 5  | 5  | 14  |
| 2009–10    | Vancouver Canucks     | NHL        | 55  | 3  | 19  | 22  | 85  | 12 | 3  | 5  | 8  | 14  |
| 2010–11    | Vancouver Canucks     | NHL        | 66  | 6  | 16  | 22  | 73  | 25 | 5  | 5  | 10 | 51  |
| 2011–12    | Vancouver Canucks     | NHL        | 78  | 8  | 36  | 44  | 94  | 5  | 1  | 0  | 1  | 6   |
| 2012–13    | Vancouver Canucks     | NHL        | 36  | 6  | 6   | 12  | 48  | 4  | 1  | 0  | 1  | 8   |
| 2013–14    | Vancouver Canucks     | NHL        | 76  | 4  | 20  | 24  | 104 | —  | —  | —  | —  | —   |
| 2014–15    | Vancouver Canucks     | NHL        | 60  | 4  | 10  | 14  | 77  | 6  | 0  | 0  | 0  | 9   |
| NHL totalt | NHL totalt            | NHL totalt | 597 | 56 | 185 | 241 | 879 | 71 | 10 | 15 | 25 | 122 |

### Internationellt
| År            | Lag           | Turnering     |               | Matcher | Mål | Assist | Poäng | Utv |
| ------------- | ------------- | ------------- | ------------- | ------- | --- | ------ | ----- | --- |
| 2014          | Kanada        | VM            | 8             | 2       | 2   | 4      | 4     |     |
| Senior totalt | Senior totalt | Senior totalt | Senior totalt | 8       | 2   | 2      | 4     | 4   |